# ABBグループ
ABBグループ （旧名称Asea Brown Boveri、アセア・ブラウン・ボベリ）は、電力関連、重電、重工業を主たる業とする、スイスに本社を置く多国籍企業で、100カ国以上でビジネスを展開している。1988年にスウェーデンのアセアとスイスのブラウン・ボベリが合併して成立した。
ファナック、安川電機、クーカと並んで世界4大産業用ロボットメーカーのひとつ。また低圧産業用モータでは世界No.1であり、 制御機器や計測機器等のプロセス制御分野においても世界No.1で世界6大メーカー（グローバル・ビッグ6）として数えられる。

## 概要
ABBは4つの事業部に分かれている。エレクトリフィケーション事業本部は、送電、配電や発電所に関する各種製品・システムとサービスを提供している。インダストリアル・オートメーション事業本部は工業分野・商業分野向けに自動化システムに関する各種製品・システム・ソフトウェア・サービスを提供している。石油ガス、電力、化学、鉱物、紙パルプの生産のための機械・ロボットなどである。モーション事業本部はドライブとモータの世界最大のサプライヤで、機械式パワートランスミッション製品および統合されたデジタルパワートレインソリューション、ならびにモータ、ジェネレータ、ドライブ全般およびサービス、輸送、インフラ、ディスクリートおよびプロセス産業において、幅広いオートメーションアプリケーションを提供。ロボティクス&ディスクリート・オートメーション事業本部はロボティクス、マシンおよびファクトリーオートメーションにおける高付加価値ソリューションを提供。
なお、1996年に鉄道システム部門は売却され、アドトランツを経て現在はボンバルディア・トランスポーテーション（本社はドイツのベルリン）の一部となったが、ABBはその後も車両用変圧器等の製造を続け、現在では本格的に鉄道システムの製造に再参入している。また、バルチラの船舶推進部門を傘下においている。

## 沿革
- 1890年 - スウェーデンの首都ストックホルムでアセア社が合併により設立。
- 1891年 - スイスのバーデンでブラウン・ボベリ社設立。
- 1988年 - 両社合併によりアセア・ブラウン・ボベリ社設立（セシュロンを参照）
- 1989年 - アメリカ・ウェスティングハウス・エレクトリック社の変電、送配電部門を買収。
- 1990年 - コンバッション・エンジニアリングを子会社化。
- 2000年 - オランダとノルウェーの送電網を国際連系する高圧直流送電線ノルネドの敷設を受注。2006-2007年にかけて作業。
- 2001年 - ニューヨーク証券取引所に上場。
- 2006年 - ロボット事業の本社を米国デトロイトから中国の上海に移転[3][4]。
- 2007年 - ミハエル（Michael Treschow）が重役とユニリーバ会長を兼任するようになる。
- 2010年 - オートメーション・ロボティクス事業部をプロセスオートメーション事業部とオートメーション・モーション事業部に再編。低電圧機器授業部とパワープロダクト事業部、パワーシステム事業部に加えて五事業部体制に。
- 2013年 - アメリカの太陽光発電用インバータメーカーのパワーワンを買収[5]。
- 2015年 - ドイツの産業用ロボットメーカーGomtecを買収[6]。
- 2016年 - 高圧ケーブル事業をデンマークのNKTケーブルズ（英語版）に売却[7]。
- 2018年 - 電力システム事業を日立製作所に売却することで合意[8]

## 日本との関わり
- 日本法人「ABB株式会社」は、東京（大崎）に本社を置く。関西支店や、名豊事業所（愛知県豊田市）[10]など各地に事業拠点を持つ。このほか以下のグループ会社を持つ[11]。
- ターボシステムズユナイテッド - 過給器の販社（出資母体2社のブランドで販売）。同社（出資比率：6割）とIHI（同4割）の合弁。
- ABB日本ベーレー（旧・日本ベーレー） - 制御・情報管理システムを主体としたメーカーで、元は旧ベーレー（※同社に買収→合併）の日本法人。現在は同社（51%）・極東貿易（29.4%）・IHI（19.6%）の3社合弁。
- 日立ABBHVDCテクノロジーズ株式会社 - 日立製作所とABBによる、国内向け高圧直流送電事業に関する合弁会社[12]。
- MSA（旧・明電ホイストシステム） - 配電・発変電・送電に関する避雷器関連メーカー。明電舎（55%）と同社（45%）の合弁。ギャップレス避雷器「ソレスター」のメーカーで知られる[注釈 1]。2012年に合弁を解消し（ABBの資本撤退）、2013年に明電舎に吸収合併。

## その他（映画出演）
- 「ターミネーター4」（マックG監督）にはABBの産業用ロボットが出演している[13]。
- 自動車レースのフォーミュラEでは、2017 - 2018シーズンの途中よりシリーズ全体の冠スポンサーとなっている[14]。
- 米国のスタートアップにてピザを焼くロボットとして活躍している[15]。